# Джамбакур-Орбелиани, Мариам
Княгиня Мариам Джамбакур-Орбелиани (груз.  მარიამ ჯამბაკურ-ორბელიანი; 1852–1941) — грузинская дворянка, меценат, педагог, общественный деятель и феминистка.

## Общие сведения
Княгиня Мариам Орбелиани была дочерью грузинского поэта генерала князя Вахтанга Орбелиани и Екатерины Ильинской. У Мариам был брат, князь Николай Орбелиани, юрист. В 1870 году Мариам завершила учебу на Тбилисских женских курсах и была избрана в Школу дворянского воспитательного общества.

## Социальная активность
В 1879 году Мариам Орбелиани вместе с Ильёй Чавчавадзе, предводителем дворянства Дмитрием Кипиани и просветителем Яковом Гогебашвили участвовала в создании Общества по распространению грамотности среди грузин. В течение 33 лет она также возглавляла Общество женщин-учителей, основное внимание в котором уделялось защите прав женщин-учителей и найму женщин в образовательные учреждения. Кроме того, Орбелиани собрала деньги на открытие первой грузинской женской школы в стране и была членом Тбилисского общества по уходу за детьми.
В 1894 году Орбелиани опубликовала полный сборник стихов своего отца, умершего четырьмя годами ранее.
Орбелиани была активной участницей движения за создание Тбилисского государственного университета в 1918 году. Грузинский национальный центр рукописей ведёт архив, посвященный Орбелиани, который содержит 1123 единицы материалов, касающихся её биографии и общественной деятельности. Также в нём содержатся творческие работы и переписка.

## Спустя годы
После советизации Грузии в 1921 году Мариам Орбелиани продолжала педагогическую и переводческую работу, но, как сообщается, была маргинализована и постепенно отстранена от общественной активности. Она умерла в 1941 году в возрасте 89 лет.